# (1767) Lampland
(1767) Lampland est un astéroïde de la ceinture principale, découvert le 7 septembre 1962 à l'observatoire Goethe Link près de Brooklyn, dans l'Indiana. Il est nommé d'après l'astronome américain Carl Lampland.